# Death metal technique
Genres associés
Brutal death metal, Deathgrind
Le death metal technique (ou Technical death metal) est un sous-genre musical du death metal apparu dans la première moitié des années 1990. Il se caractérise principalement par un death metal au rythme rapide et une écriture complexe qui requiert des compétences instrumentales élevées.

## Caractéristiques
Parmi les caractéristiques typiques du genre, on peut citer la structure dynamique des morceaux, un tempo souvent élevé, les mesures composées, l'utilisation abondante d'accords et d'arpèges diminués. Des techniques instrumentales spécifiques telles que le string skipping et le sweep picking sont utilisées à la guitare. Les lignes de basse sont complexes et la batterie utilise abondamment les blast beats et la double pédale afin de remplir au maximum l'espace sonore.
Outre l'utilisation intensive de ces techniques récurrentes du death metal, le death technique a également été influencé par le jazz fusion, ainsi que par le thrash metal et des groupes de heavy metal d'inspiration progressive / technique tels que Death,, Megadeth, Slayer, Voivod, Kreator, Dark Angel, Coroner,  Sadus et Watchtower, dont le deuxième album Control and Resistance (1989) est souvent considéré comme l'un des sources d'inspiration du genre,.

## Histoire
Les premières expérimentations techniques dans le death metal remontent aux années charnières des décennies 1980 et 1990. Les quatre principaux groupes à l'origine de ce mouvement sont souvent regroupés sous l’appellation "le Big Four du death metal technique" - Death, Pestilence, Atheist et Cynic - auxquels on peut ajouter Nocturnus ; À l'exception de Pestilence, tous ont fait partie de la scène death metal de Floride,.
Si l'album The Key (1990) de Nocturnus a été cité comme le premier album de death metal progressif, l'une des œuvres clés qui a cimenté le sous-genre a été le premier album d'Atheist, Piece of Time, également sorti en 1990, qui, tout en complexifiant les structures du death metal, a commencé à incorporer des influences allant du jazz fusion au métal progressif. En 1991, le groupe de death metal new-yorkais Suffocation sort son premier album, Effigy of the Forgotten, qui se caractérise par sa vitesse et de sa brutalité, avec un sens "raffiné" de l'écriture de chansons. La même année sortent trois albums décisifs qui participeront à définir le death technique : le deuxième album d'Atheist, Unquestionable Presence, le troisième album de Pestilence, Testimony of the Ancients, et le quatrième album de Death, Human. Ces albums seront particulièrement influents sur les groupes de technical dans les années 1990 et 2000.
Restant underground, le death technique acquiert une certaine notoriété chez les metalleux au tournant du millénaire avec le groupe Necrophagist. Dans les années 2000, le genre continue de repousser les limites de la vitesse et de la virtuosité, avec l'apport de groupes tels que Spawn of Possession, Obscura, The Faceless, Brain Drill, Beyond Creation, Beneath the Massacre, Gorod, Fleshgod Apocalypse ou encore Archspire.